# Cauroir
Cauroir ist eine französische Gemeinde mit 575 Einwohnern (Stand: 1. Januar 2022) im Département Nord in der Region Hauts-de-France. Sie gehört zum Arrondissement Cambrai, zur Communauté d’agglomération de Cambrai und zum Kanton Caudry. Die Einwohner werden Cauroisiens genannt.

## Geografie
Cauroir liegt etwa vier Kilometer östlich des Stadtzentrums von Cambrai. Nachbargemeinden sind Escaudœuvres im Nordwesten und Norden, Cagnoncles im Norden und Osten, Carnières im Osten und Südosten, Estourmel im Südosten und Süden, Awoingt im Süden und Südwesten sowie Cambrai im Westen.

## Bevölkerungsentwicklung
| Jahr                       | 1962 | 1968 | 1975 | 1982 | 1990 | 1999 | 2006 | 2013 | 2020 |
| Einwohner                  | 502  | 580  | 629  | 637  | 563  | 515  | 544  | 592  | 566  |
| Quellen: Cassini und INSEE |      |      |      |      |      |      |      |      |      |

## Sehenswürdigkeiten

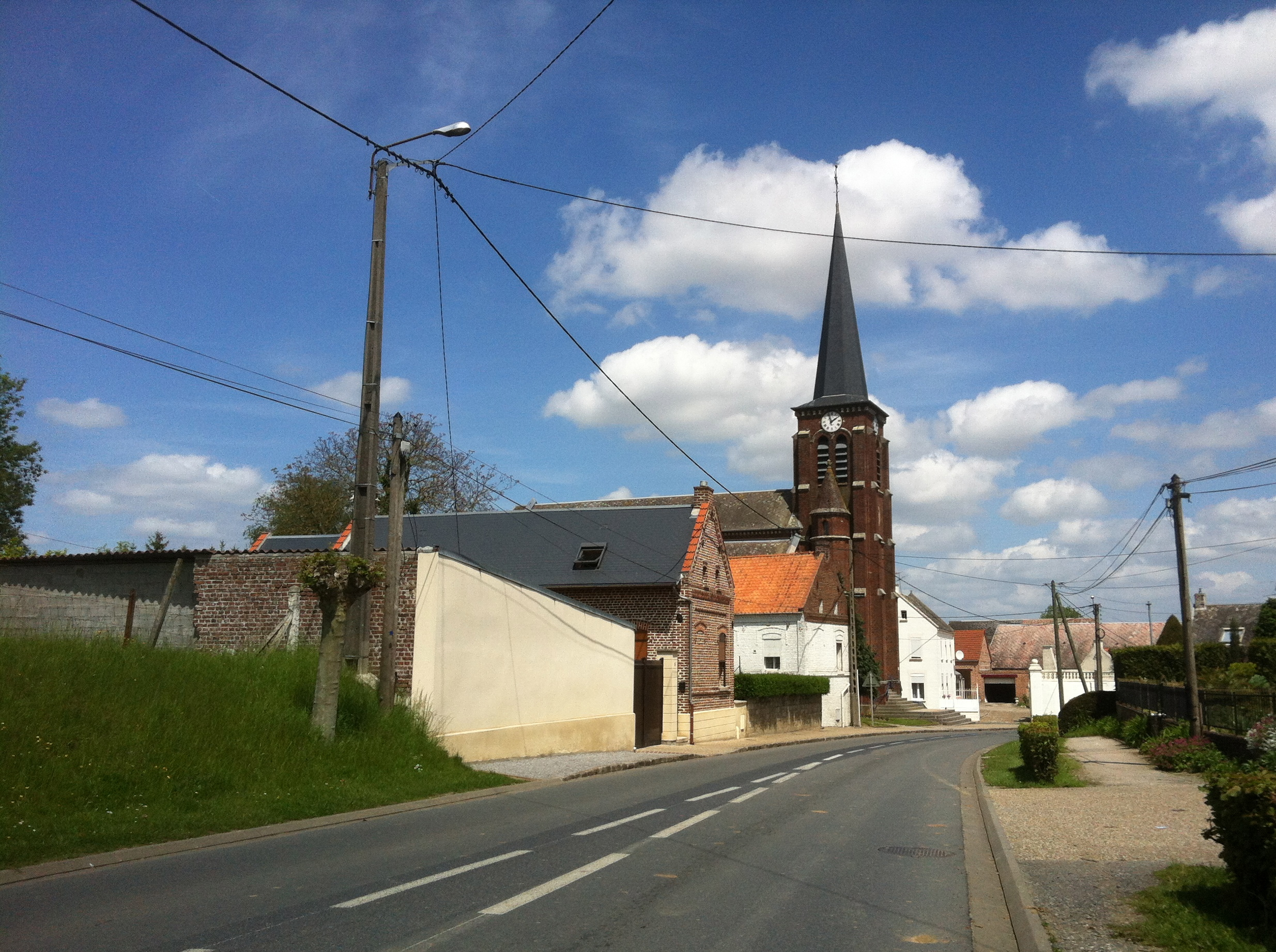
Kirche Saint-Léger

- Kirche Saint-Léger, 1888 erbaut
- Kapelle Saint-Roch, 1884 erbaut

## Persönlichkeiten
- Yvonne Pagniez (1896–1981), Schriftstellerin, Journalistin und Widerstandskämpferin